# Збірник історично-філологічного відділу
«Збірник історично-філологічного відділу» — книжкове видання з історії, літературознавства, мовознавства, етнографії, митецтвознавства, фольклористики, що виходило у Києві (1921-31, ВУАН) у вигляді окремих монографій.
Усього було підготовлено близько 150, а видрукувано 130 т. Видавалися за редакцією академіків А.Кримського і С.Єфремова. Деякі наукові збіркники за 1924–29 з подвійною титулатурою як збірники історичної секції ВУАН ("Записки Українського наукового товариства в Києві") та історично-філологічного відділу ВУАН виходили за редакцією М.Грушевського. Видання мали колективне та індивідуальне авторство. Серед колективних томів були збірники праць різних академічних комісій (діалектичної, комісії дослідів громадських течій на Україні, комісії для видання новітнього письменства), окремо друкувалися в них історики, етнографи, філологи, мовознавці. Серед індивідуальних – монографії Д.Багалія "Нарис української історіографії, т. 1. Літописи" (1923), В.Перетца "Слово о полку Ігоревім. Пам'ятка феодальної України-Руси XII віку", В.Кордта "Чужоземні подорожі по Східній Європі до 1700 р." (обидві – 1926), Б.Грінченка "Словник української мови, т. 3." (1928) та ін. Окремі збірники виходили на пошану відомих учених (Д.Багалія) та з матеріалами про В.Антоновича, В.Горленка, письменника Панаса Мирного.
Серед наукових студій, що стосувалися історії української літератури, були дослідження В. Перетца «Слова про Ігорів похід», М. Зерова, В. Петрова, П. Филиповича, М. Марковського — творчості Т. Шевченка, І. Франка, Панаса Мирного, Лесі Українки, листування І. Франка та М. Драгоманова тощо Кожне видання збірника забезпечувалося вступною статтею, коментарями, примітками.
Всього з'явилося 106 чисел.

## Видання
№ 1 Багалій Д. Нарис української історіографії. Том I. Літописи. Вип. 1 [Архівовано 14 травня 2017 у Wayback Machine.]. К. 1923. (25 х 37). [2]+II+138 c. 2000 пр. 1 крб. 

№ 1б Багалій Д. Нарис української історіографії. Джерелознавство. Вип. 2. К. 1925. (27 X 18). [6]+108 с.+[1] вкл. арк. 2000 пр. 1 крб. 

№ 3 Кримський А. Історія Персії та її письменства. І [Архівовано 12 березня 2017 у Wayback Machine.]. Як Персія, звойована арабами, відродилася політично (IX та X вв.). К. 1923. (27X18). 132+IV с. 2000 пр. 1 крб. 

№ 4 Ернст Ф. Контракти та контрактовий будинок у Київі. 1798–1923. Культурно-Історичний етюд. К. 1923. (18X14). 96 с. 1200 пр. 

№ 4 Ернст Ф. Контракти та контрактовий будинок у Київі. 1798–1923. Культурно-Історичний етюд. Друге видання. К. 1923. (18X13). 96 + IV + [16] с. 1200 пр. 50 к.

№ 6 Кримський А. Перський театр, звідки він узявсь і як розвивавсь [Архівовано 20 травня 2017 у Wayback Machine.] (Уривок з III тома «Історії Персії та її письменства»). Із 5-ма малюнками. К. 1925. (27X18). 94+[4]+(99 — 108)4- [2] С. 1000 пр. 1 крб. 

№ 8 Курило О. Уваги до сучасної української літературної мови. Друге видання. К. 1923. «Книгоспілка» (24X16), 118+[2] с. 3000 пр. 

№ 8 Курило О. Уваги до сучасної української літературної мови. Видання трете. К. 1925. «Книгоспілка» (24X16). VIII + 246+[4] с. 5000 пр. 1 крб. 50 к. 

№ 9 Кримський А. Хафиз та його пісні (бл. 1300–1389) в його рідній Персії XVI в. та в новій Европі. К. 1924. (25X16). VIII+ 204 с. 2000 пр. 1 крб. 25 к. 

№ 10 Кримський, А. Вступ до історії Туреччини. Вип. 3. Европейські джерела XVI в. К. 1926. (27X18). [2]+(81—114)с. 1200 пр. 75 к. 

№ 10 Кримський А. Історія Туреччини [Архівовано 13 травня 2017 у Wayback Machine.] з 13 малюнками, що їх узято побільше із стародруків XVI–XVIII вв. Звідки почалася османська держава, як вона зростала й розвивалася й як досягла апогею своєї слави і могутности. К. 1924. (24X16). XII+ 226 с. 3600 пр. 1 крб. 50 к. 

№ 10 Кримський А. Історія Туреччини та її письменства. Том другий, випуск 2-й [Архівовано 20 серпня 2017 у Wayback Machine.]: письменство XIV–XV вв. К. 1927. (27X18). VIII+(65—124) C. 1200 пр. 1 крб. 

№ 11 Каманін І. Вітвицька О. Водяні знаки на папері українських документів XVI і XVII вв. (1566–1651) [Архівовано 2 квітня 2015 у Wayback Machine.]. [Передмова: О. Маслов]. К. 1923.(31Х23). [2]+ 30+144 с. 1000 пр. 2 крб. 50 к. 

№ 13 Курило О. Програми для збірання етнографічних матеріалів. І. Початки мови: а) жести, б) міміка, в) природні та перекличні (ономатопоетичні) вигуки, г) дитяча мова. II. Таємні мови. III. Ономастика. IV. Початки письма. К. 1923. (25X16). 34 с. 1300 пр. 25 к. 

№ 14 Ганцов В. Діалектологічна класифікація українських говорів (з картою). Окрема відбитка з «Записок Історично-Філологічного Відділу» кн. IV (1923), ст. 83—144. К. 1923. (27X18). [2]+68 с.+[1] вкл. арк. 

№ 15 Найголовніші правила українського правопису. К. 1921. Державне Видавництво. України (17 х ІЗ)- 16 с. 15000 пр.

№ 19 Кримський А. та Левченко М. Знадоби для життєпису Степана Руданського (1833–1873) [Архівовано 13 червня 2017 у Wayback Machine.]. З 4-ма малюнками. Зо вступною передмовою С. Єфремова: Самотній співець. К. 1926. (27X18). VIII+244 с. 850 пр. 3 крб. 25 к. 

№ 19 Кримський А. та Левченко М. Нові знадоби для життєпису Степана Руданського. Спомини та матеріяли, що їх опублікували 1925–1929 рр. в «Записках Іст.-Філол. Відділу». В. Герасименко, П. Горянський, М. Левченко, Е. Оксман, В. Отамановський, М. Хращевський та С. Якимович. К. 1929. (27X18). IV+88+2 с.+[1] вкл. арк. 750 пр. 1 крб. 25 к. 

№ 21 Курило О. Фонетичні та деякі морфологічні особливості говірки села Хоробричів давніше Городнянського повіту, тепер Сновської округи на Чернігівщині. К. 1924. (27X18). [2] + 11 +112 с. 1200 пр. 60 к. 

№ 22 Марковський, М. Як утворивсь роман „Хіба ревуть воли, як ясла повні?“ П. Мирного та Ів. Білика. Розвідка та додатки. (За архівними матеріалами Полтавського Пролетарського Музею). К. 1925. (27 X 18). [2]+18І + [2] С. 600 Пр. 1 крб. 25 K.  

№ 25 Багалій Д. І. Український мандрований філософ Гр. Сав. Сковорода [Архівовано 13 травня 2017 у Wayback Machine.]. Х. 1926. Державне Видавництво України. (23X15). 398+[2] С. 3000 пр. 4 крб. 

№ 26 Науковий збірник за рік 1924. Записки Українського Наукового Товариства в Київі тепер Історичної Секції Всеукраїнської Академії Наук під редакцією М. Гру шевського. Том XIX. К. 1925. Державне Видавництво України. (26 X 18). 236 с.+V вкл. арк. 3000 пр. З крб. 40 к. 

№ 30 Єфремов С. Поет і плантатор. [Відбитка з збірника «Шевченко та його доба». Збірник перший). К. 1925. (26 X 17). [2]+ 20 c. 300 пр. 

№ 31 Данилевич В. Археологічна минувшина Київщини. (З 5 таблицями малюнків та 9 мапами). К. 1925. (18X14), 174 с. + [1] вкл. арк. 3000 пр. 1 крб. 25 к. 

№ 34 Кагаров Є. Нарис історії етнографії. І. (Окрема відбитка з 3 кн. «Етнографічного Вісника»). К. 1926. (27 X 18). 42 с. 1000 пр. 75 к. 

№ 35 Коротке звідомлення Всеукраїнського Археологічного Комітету за археологічні досліди року 1925 (з каталогом звідомної виставки). К. 1926. (22X15). 120 с. 750 пр. 2 крб. 25 к. 

№ 35 Коротке звідомлення Всеукраїнського Археологічного Комітету за археологічні досліди за 1926 рік (З каталогом звідомної виставки). К. 1927. (23X15). [8]+248 С. 1200 пр. 2 крб. 75 к. 

№ 36 Грушевська К. З примітивної культури. Розвідки і доповіді К. Грушевської. З передмовою М. Грушевського. К, 1924. Державне Видавництво України. (23X15). 224 с. 2050 пр, 2 крб. 50 к. 

№ 36 Грушевський М. Історія української літератури. Т. IV. Усна творчість пізніх княжих і переходових віків XIII–XVII. К. 1925. Державне Видавництво України. (24X16). 690+[2] с. 4000 пр. 6 крб. 

№ 36 Грушевський М. Історія української літератури. Том п'ятий. Випуск перший. Культурні і літературні течії на Україні в XV–XVI вв. і перше відродженне (1580–1610 рр.). Випуск перший. К. 1926. Державне Видавництво України. (24X15). 204+[4] с. 3000 пр. 2 крб.

№ 36 Грушевський М. Історія української літератури. Том п'ятий. Культурні і літературні течії на Україні в XV–XVI вв. і перше відродженне (1580–1610 рр.). Друга половина. К. 1927. Державне Видавництво України. (24X15). [2]+(205–516) с. 3000 пр. 4 крб. 

№ 37 Декабристи на Україні. Збірник праць Комісії для дослідів громадських течій на Україні. За редакцією С. Ефремова та В. Міяковського. К. 1916. (27X18). [4]+206 + [2] с. 1200 пр. 3 крб. 

№ 38 Кордт В. Чужоземні подорожні по Східній Европі до 1700 р. [Архівовано 18 травня 2015 у Wayback Machine.] К. 1926. (27X18). [2]+206+[2] с. 1200 пр. 2 крб. 25 к. 

№ 39 Модзалевський, В. Гути на Чернігівщині. За редакцією та з передмовою М. Віляшівського. К. 1926. (27 х 18). [4]+ 192 +[2] с. + [2] вкл. арк. 1200 пр. 2 крб. 25 к. 

№ 44 Марковський М. Найдавніший список „Енеїди“ І. П. Котляревського й деякі думки про генезу цього твору. З додатками: 1) 8 знімків. 2) Діялог Енеїв з Турном з піїтики Чернігівської колегії (1745 р.). 3) Текст з варіянтом І та III пісні „Енеїди“ І. П. Котляревського за рукописом 1794 р. К. 1927. (27 X 18). [2] + 182 + [2] с.+ ѴІ вкл. арк. 1000 пр. 1 крб. 50 к. 

№ 45 Київ та його околиця в історії і пам'ятках. Під редакцією М. Грушевського. Записок Українського Наукового Товариства в Київі (тепер Історичної Секції Української Академії Наук) том XXII. К. 1926. Державне Видавництво України. (23X17). X + [2] + 476 с. 3000 пр. 6 крб. 25 к. 

№ 46 Історично-Географічний Збірник видає Комісія для складання Історично-Географічного Словника України. Том перший [Архівовано 3 лютого 2015 у Wayback Machine.]. За редакцією О. Грушевського. К. 1927. (26 X 18). [2]+176+II+[2] с. 1200 пр. 1 крб. 75 к.

№ 46-в Історично-Географічний Збірник видає Комісія для складання Історично-Географічного Словника України. Том другий. За редакцією О. Грушевського. К. 1928. (27 х 18). [2] + 209+III с. + [1] вкл. арк. 1200 пр. 2 крб. 25 к.

№ 46-в Історично-Географічний Збірник видає Комісія для складання Історично-Географічного Словника України. Том третій. За редакцією О. Грущевського. К. 1929. (27 х 18). [2]+224 С. 1200 пр. 3 крб. 25 к. 

№ 47 Квітка К. Українські пісні про дівчину, що помандрувала з зводителем. Систематизація, уваги та нові матеріяли. Окрема відбитка з «Етнографічного Вісника», ч. 2. К. 1926. (27X18). 40 с. 500 пр. 50 к. 

№ 48 Бузук П. Нарис історії української мови. Вступ, фонетика і морфологія з додатком історичної хрестоматії. К. 1927. (27 X 18). 94+[2] с. 2000 пр. 1 крб. 35 к. 

№ 52 Матеріяли для культурної й громадської історії Західньої України. Видає Комісія Західньої України Всеукраїнської Академії Наук. Том перший: Листування І. Франка і М. Драгоманова. Зібрано з автографів Наукового Товариства імени Шевченка і Українського Національного Музею у Львові. [М. Грушевський. К. Студинський. Переднє слово]. К. 1928. (27 х 18). IV + 508 С. 1200 пр. 4 крб. 75 к.  

№ 54 Грунський М. Київські листки та Фрейзінгенські уривки (з факсимільними знімками). [Відбитка з «Записок Історично-Філологічного Відділу». Кн. XVI. (1928)]. К. 1928. (28X19). 22 c.+[10] вкл. арк. 600 пр. 1 крб. 25 к. 

№ 55-б Левченко М. З поля фольклористики й етнографії. Статті та записи. Випуск другий. Знадоби до життєпису подільського етнографа А. І. Димінського (бл. 1826—1897). К. 1928. (27X18) [4]+(73—92) C. 1200 пр. 50 к. 

№ 57 Кримський А. Розвідки, статті та замітки. I–XXVII. К. 1928. (28X19). [2]+408 с. 1200 пр. 4 крб. 

№ 61 За сто літ. Матеріали з громадського й літературного життя України XIX і початку XX століття. Під редакцією М. Грушевського. Книга перша. (Записок б. Історичної Секції Українського Наукового Товариства в Київі т. XXIV). К. 1927. Державне Видавництво України. (27X18). VI+[2]+296 С. 3000 пр. 4 крб. 50 к. 

№ 61 За сто літ. Матеріали з громадського й літературного життя України XIX і початку XX століття. Заходом Комісії Новішої Історії України під редакцією М. Гру шевського. Книга друга. (Записок кол. Історичної Секції Українського Наукового Товариства в Київі, т. XXV). К. 1928. Державне Видавництво України. (27X18). [2]+ 328 с. + [1] вкл. арк. 3000 пр. 5 крб. 

№ 61 За сто літ. Матеріали з громадського й літературного життя України XIX і початку XX століття. Під редакціею М. Грушевського. Книга третя (Записок кол. Історичної Секції Українського Наукового Товариства в Київі т. XXIX). К. 1928. Державне Видавництво України. (27 X 18). 326 +[2] с. 3000 пр. 4 крб. 25 к. 

№ 61 За сто літ. Матеріали з громадського й літературного життя України XIX і початку XX століття. Під редакціею М. Грушевського. Книга четверта. (Записок кол. Історичної Секції Українського Наукового Товариства в Київі том XXX). К. 1929. Державне Видавництво України. (28X18). 320+[2] с. 3000 пр. 4 крб. 

№ 62 Багалій Д. Автобіографія. П'ятдесят літ на сторожі української науки та культури. К. 1927.(27 X 18). [4]+164 с. + [1] вкл. арк. 1000 пр. 1 крб. 75 к.

№ 66 Грінченко Б. Словник української мови. Зібрала редакція журнала «Кіевская Старина». Упорядкував з додатком власного матеріялу Б. Грінченко. 3-є видання, виправлене й доповнене, за редакцією С. Єфремова та А. Ніковського. Том 1-й. А — Ґ. К. 1927. Видавництво «Горно». (28X20). XLIV+428 с. 8000 пр. 4 крб. 

№ 66 Грінченко Б. Словник української мови. Зібрала редакція журнала «Кіевская Старина». Упорядкував з додатком власного матеріялу Б. Грінченко. 3-є видання, виправлене й доповнене, за редакцією С. Єфремова та А. Ніковського. Том ІІ-й. Д—Й. К. 1927. В-во «Горно». (27X18). XXIV+440 с.4+[1] вкл. арк. 8000 пр. 4 крб. 

№ 66 Грінченко Б. Словник української мови. Зібрала редакція журнала «Кіевская Старина». Упорядкував з додатком власного матеріялу Б. Грінченко. 3-є видання, виправлене й доповнене, за редакцією С. Єфремова та А. Ніковського. Том III. К—Н. К. 1928. В-во «Горно». (28X19), XX+480 с. 8000 пр. 4 крб. 

№ 68  Левченко, М. Казки та оповідання з Поділля в записах 1850—1860-их рр. Випуск І—II. З передмовою А. М. Лободи. К. 1928. (28X19) LVI + [2] + (1—280) + [2] + (281—598) с. + [1] вкл. арк. 2000 пр.. 4 крб. 

№ 69 Беркут Л. Етюди з джерелознавства середньої історії. Період утворення й консолідації національних держав на романо-германському Заході. К. 1928. (28X18). XII+146+[2] с.+[1] вкл. арк. 1200 пр. 2 крб. 25 к. 

№ 70 Кезма Т. Элементарные основы грамматики арабского языка в популярной изложении. К. 1928. (22X16). [4]+ 576 + [2] с. 130 пр. 

№ 72 Багалій Д. І. Нарис історії України на соціяльно-економічному ґрунті. Том перший. Історіографічний вступ і доба натурального господарства. X. 1928. Державне Видавництво України. (24 X 16). 390+[4] с. 3000 пр. 4 крб. Оправа 30 к. 

№ 78 Лавров П. Кирило та Методій у давньослов'янському письменстві. (Розвідка). К. 1928. (27X19). [4] + 422 + [2]+ IV с.+ [12] вкл. арк. 1200 пр. 5 крб. 

№ 79 Кагаров Є. Завдання та методи етнографії. Окр. відб. з 7 кн. «Етн. В.». К. 1928. (28 х 18). 44 с. 600 пр. 90 к. 

№ 80 Курило О. Спроба пояснити процес зміни о, е в нових закритих складах у південній групі українських діалектів. (З мапою Поділля). К. 1928. (27X17). 88 с.+[1] вкл. арк. 800 пр. 1 крб. 80 к. 

№ 81 Клименко П. Цехи на Україні. Т. І, в. І. Суспільноправні елементи цехової організації. К. 1929. (24X18). [2]+XL + 200 + VIII с. 1200 пр. 3 крб. 

№ 82 Література. Збірник перший. За редакцією С. Єфремова, М. Зерова, П. Филиповича. К. 1928. (28X18). 262 + [2] С. 1250 пр. З крб. 

№ 83 Кримський А. та Боголюбський О. До історії вищої освіти у арабів та дещо про арабську Академію Наук [Архівовано 12 березня 2017 у Wayback Machine.]. Доповнена відбитка з XVI, XVIII та XIX кн. «Записок Історично-Філологічного Відділу». К. 1928. (27X18). XX + 84 + [2] с. 600 пр. 1 крб. 75 к. 

№ 85 Курило О. Матеріяли до української діалектології та фольклористики [Архівовано 10 червня 2017 у Wayback Machine.]. К. 1928. (28X18). [2]+ 136 с. 1100 пр. 1 крб. 75 к. 

№ 86 Матеріали з української народньої драми. За редакцією А. Лободи та В. Петрова. Том І. Є. Марковський. Український вертеп. Розвідки й тексти. Випуск 1. К. 1929. (27X18). IV + 202 C.+12 вкл. арк.+40+8 с. 1200 пр. З крб. 

№ 91 Матеріяли до вивчення виробничих об’єднань. За редакцією А. Лободи та В. Петрова. Випуск І. Дніпровські лоцмани. К. 1929. (27X18). IV+130 + [2] с. + [4] вкл. арк. 1200 пр. 1 крб. 75 к. 

№ 92 Багалій Д. Матеріали для біографії В. Б. Антоновича (з приводу двацятої річниці з дня його смерти). Зібрав і зредагував Д. Багалій. К. 1929. (24 X 16). 130+[2] с. 1200 пр. 90 к.

№ 96 Костомаров М. Науково-публіцистичні і полемічні писання Костомарова. Зібрані заходом академічної комісії української історіографії за редакціею М. Грушевського. Записок б. Українського Наукового Товариства в Київі том XXVII. К. 1928. Державне Видавництво України. (28X18). XXII+[2]+316 с.+[1] вкл. арк. 3000 пр. 5 крб. 